# Congosto (Burgos)
Congosto es una localidad situada en la  provincia de Burgos, comunidad autónoma de Castilla y León (España), comarca de Páramos/Sedano y Las Loras, ayuntamiento de  Humada.
En 2024, contaba con 7 habitantes, situado 7 km al sur de la capital del municipio, Humada, con acceso desde la carretera BU-621 de Humada a Villadiego, atravesando Ordejón de Abajo cerca del yacimiento arqueológico de La Ulaña. 
El origen de su nombre procede de lugar angosto. Ubicado a orillas del río Odra, aguas arriba de Villavedón, con bonitos paisajes por descubrir.
El principal sector económico es la ganadería y la agricultura. En el pueblo es, José Antonio Ruiz que con la ayuda de su hermano se ocupa de la explotación ganadera principalmente la lanar.  El principal agricultor de Congosto era Heliodoro Ruiz Pérez, actual alcalde.

## Geografía
Situado en terreno montuoso, cerca de la Peña Amaya, y orilla del río Odra. Este tramo de cabecera del río Odra, desde su nacimiento hasta el pueblo de Villavedon, siempre ha tenido nutrias (Lutra lutra) -especie amenazada y a proteger- y queda dentro del LIC y ZEPA Humada-Peña Amaya.

### Clima
El clima es mediterráneo continental, con ciertas influencias atlánticas y con los valores medios climáticos siguientes: De 9° a 12 °C la media del mes más frío, y de 15° a 21 °C la del mes más cálido. La cercanía de la Cordillera Cantábrica, favorece un régimen de precipitaciones más importante que en aéreas próximas situadas más al sur, y la elevada altitud media predispone las precipitaciones de nieve. El otoño y la primavera son las épocas más húmedas en la zona; los veranos son relativamente templados y cortos, con importantes fenómenos tormentosos.

### Parajes
Espacios naturales protegidos (incluida Red Natura 2000)
- LIC: Humada-Peña Amaya (ES4120093)

La vegetación del espacio está dominada por pastizales basófilos de variada naturaleza y matorrales. Entre los matorrales destaca la presencia de brezal-aulagares de Erica vagans y Genista hispanica occidentalis. Aunque con menor cobertura en el territorio, también encontramos quejigares de Quercus faginea faginea y melojares de Quercus pyrenaica, estos últimos sobre substratos arenosos silíceos. En uno de los valles entre loras que atraviesa la carretera que va de Villa de Valdelucio a Humada se desarrolla un pequeño bosque de Pinus sylvestris, singular por la escasez de pinares en el ámbito de la cornisa cantábrica. Es destacable también la vegetación que se desarrolla sobre roquedos calizos.
- ZEPA: Humada-Peña Amaya (ES0000192)

Además del valor inherente del paisaje del territorio, la avifauna que alberga es el valor fundamental a proteger. Destaca la importante población reproductora de buitre leonado (Gyps fulvus) (175 parejas), con importancia a nivel nacional e internacional. Cabe mencionar también las poblaciones de alimoche (Neophron percnopterus), águila real (Aquila chrysaetos), águila perdicera (Hieraaetus fasciatus) y halcón peregrino (Falco peregrinus).
Patrimonio geológico

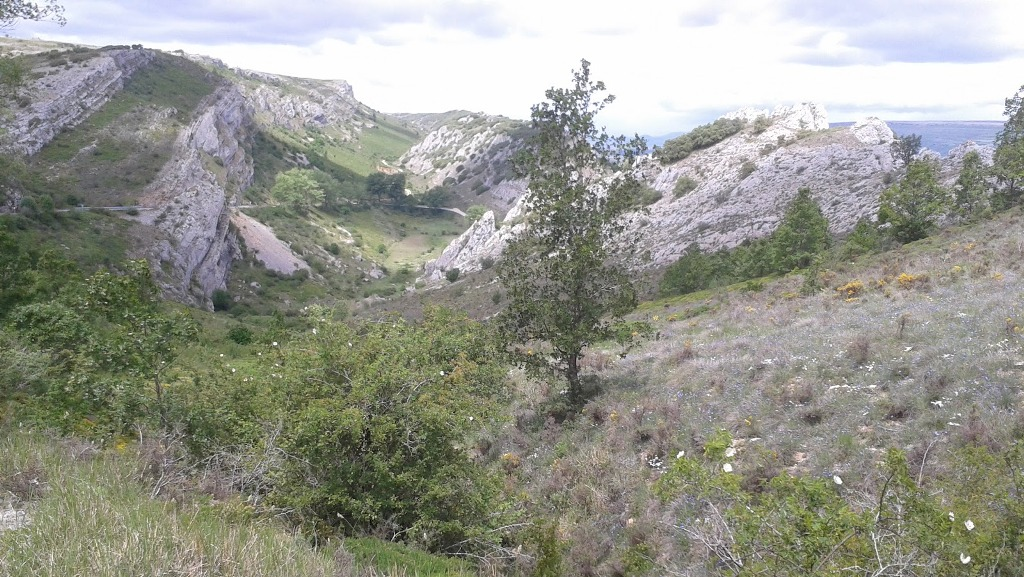
Relieve singular

- Reserva Geológica de Las Loras. Mesas, valles y páramos.

En España hay muchas iniciativas de geoturismo, es decir, ofertas turísticas que tienen en la geología o en un elemento geológico su motivo de atracción principal. El patrimonio geológico y minero tiene un alto potencial para la creación de este tipo de iniciativas, cuyo número va en aumento.
- Los Piscárdanos: El río Odra, a su paso (2.387 m) por el desfiladero de Congosto

El curso del río se interna en un escarpado desfiladero calizo a través del que se abre paso por profundos meandros excavados en la roca. Queda, pues encajado.
Debido al mayor contacto con la roca y a un aumento de las pendientes en este tramo, el río atraviesa numerosas pozas profundas (como la Poza de La Olla, con más de 3 m de profundidad), rápidos y pequeños saltos de agua, siendo la velocidad del curso del río en esta zona muy elevada. 
Rodeando todo el desfiladero, aparecen únicamente bosquetes de encinas y quejigos que crecen en las escarpadas laderas del mismo, junto con numerosas ulagas y otros matorrales. 
Esta vegetación climácica establece contacto directo con la vegetación de ribera. 
La vegetación de ribera está notablemente conservada, además de ser muy cerrada, lo que impide el paso hasta el curso del río en la mayor parte de este tramo. 
- Cueva de Los Cartujos: refugio de los monjes de dicha orden durante la persecución religiosa de la Segunda República.

Algunos de los sitios para disfrutar del paisaje son: La Periquita y Cueto.

## Administración y política
Entidad Local Menor cuyo alcalde pedáneo es Heliodoro Ruiz Pérez del Partido Popular.
- Mancomunidad: Peña Amaya

Fines: Recogida, transporte, vertido y tratamiento, en su caso, de residuos sólidos urbanos.

### Equipamientos de salud
- Atención Primaria: Consultorio Local
- Zona básica de salud: Villadiego
- Área de salud: Burgos

## Historia
En su término esta constatada la presencia de hasta dos castros prerromanos (Gongosto I y II) atribuidos a los cántabros.

### Edad Media
Esta población aparece citada el año 978 en documentación de Covarrubias.
CARTULARIO DEL INFANTADO DE COVARRUBIAS

El presbítero Belasco cede al monasterio de S. Cosme y S. Damián de Congosto1* la granja de Humada.
31 de Mayo 950.
XPS. (Monograma).- In nomine sancte et dividue (sic) Trinitatis.- Domnis invictssimis in atrio triumpatoribus (sic) sanctorum Cosmas et Damianus2*, corum vaselica fundata est in loco que decitur Congusto3*, iusta Orcelione4*.

1 El conde de Castilla Garci Fernández donó este monasterio á la iglesia de Covarrubias en 978. Como consta por su célebre testamento; y tal es la razón de hallarse este documento en el archivo de dicha iglesia. Según Argáiz (Soledad Laurcada, t. VI, 314), el monasterio de Arlanza poseía en su tiempo una escritura de 937 en la cual un tal Rodiselo y sus herederos hacían cierta donación “vobis fratres de Sancto Cosme et Damiani”: no habiendo visto nosotros dicha escritura y no constando en el extracto dado por dicho autor que se refiera á la iglesia de Covarrubias, nos ha parecido prudente no contarle como primer documento de este Cartulario 
Cartulario del Infantado de Covarrubias, Don Luciano Serrano,1907

A mediados del siglo XIV en el Becerro de Behetrías se nombra lo siguiente a cerca de Congosto.
El Congosto

Este logar es del hospital del rey cerca burgos.

Derechos del rey.
Pagan al rey monedas e serbicios quando los echa en la tierra e fonsadera Et que non pagan yantar ni nunca la pagaron.
Derechos de los señores.

Da cada ome cada año por infurcion en el dicho logar por el solar en que moran al dicho hospital quatro dineros. Etque dan cada año de martiniega xc. mrs. eque los lieua el hospital.

### Edad Contemporánea

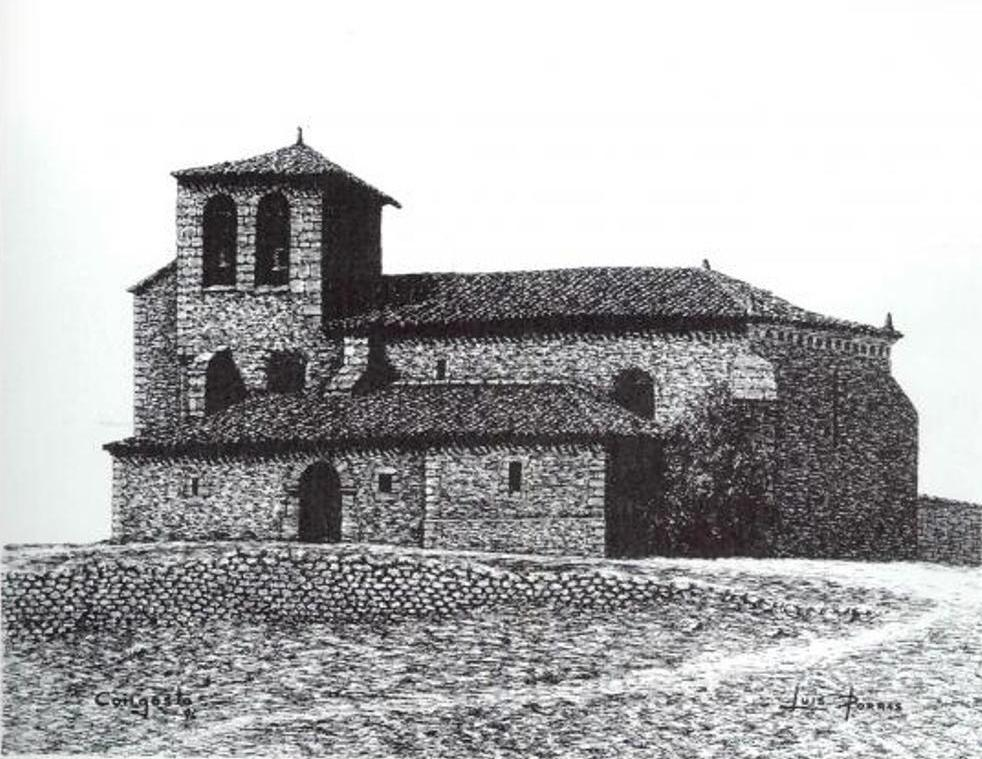
Iglesia de Congosto

Lugar que formaba parte de la Cuadrilla de Sandoval en el Partido de Villadiego, uno de los catorce que formaban la  Intendencia de Burgos, durante el periodo comprendido entre 1785 y 1833, en el Censo de Floridablanca de 1787, jurisdicción de señorío siendo su titular el  Hospital del Rey, alcalde pedáneo.
Antiguo municipio de Castilla la Vieja en el partido de Villadiego código INE- 095034.
En el censo de la matrícula catastral contaba con 12 hogares y 48 vecinos.
Entre el censo de 1857 y el anterior, este municipio desaparece porque se integra en el municipio 09306 Humada.

CONGOSTO: 1. con ayunt. en la prov., dióc., aud. terr. y c g. de Burgos (9 leg.), part. jud. de Villadiego ( 9 ): SIT. en medio de cuestas estériles y combatido por los vientos N. y NO., siendo su CLIMA sano y las enfermedades más comunes calenturas. Se compone de 16 CASAS con la municipal, hay igl. parr. con la advocación de San Pedro Apóstol; en el campo se encuentran varias fuentes, cuyas aguas son excelentes. Confina el TÉRM. N. con Amaya; E. Ordejon; S. Villavedon y O. Peones. El TERRENO es de ínfima calidad; tiene un pequeño monte llamado Pescardano poblado de carrascas; un arroyo denominado Odra, que nace en Fuenteodra de donde toma el nombre; cruzanle 2 pontones que dirigen el uno á Ordejon y el otro á Rioparaíso, ambos al E. CAMINOS los que conducen á Villavedon, Peones y Ordejon, todos en mal estado. PROD.: morcajo en corta cantidad; ganado lanar y caza de perdices, IND.: la agrícola y 2 molinos muy deteriorados. POBL.: 12 vec., 38 alm. CAP. PROD. : 1 5 2,200 rs. IMP.: 14,715. CONTR.: 1,147 rs. 24 mrs. El PRESUPUESTO MUNICIPAL asciende, á 400 rs. y se cubre por reparto vecinal. 
Diccionario geográfico-estadístico de España y sus posesiones de Ultramar, Pascual Madoz. Madrid, 1845

## Monumentos y lugares de interés
- Arqueología: La Ulaña
- Ecosistema: LIC Humada-Peña Amaya
- Geología: Reserva Geológica de Las Loras[4]
- Ornitología: ZEPA Humada-Peña Amaya

### Parroquia

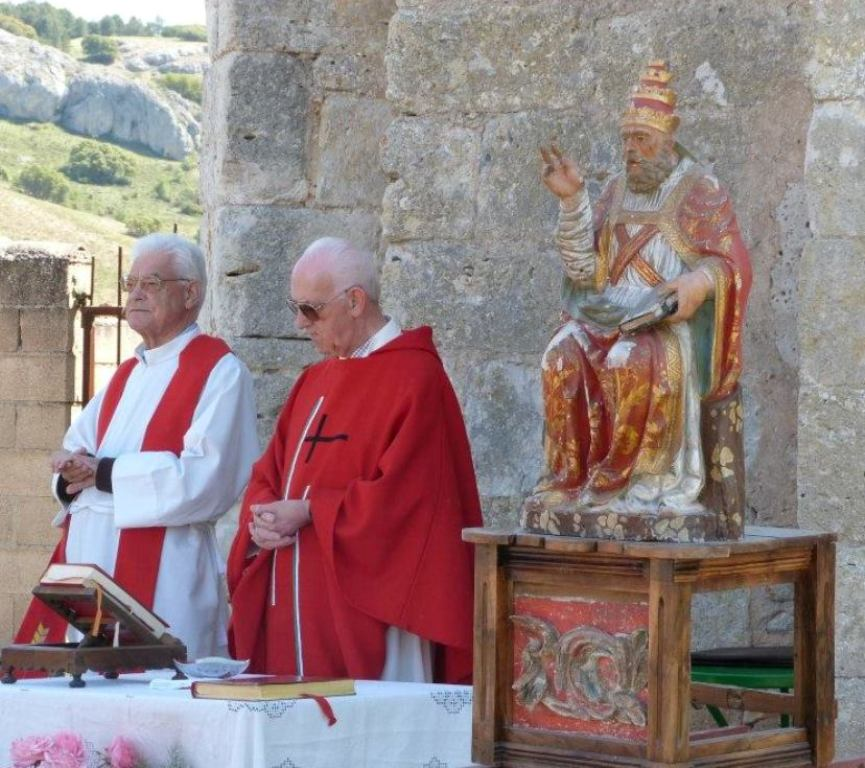
Talla de San Pedro Apóstol

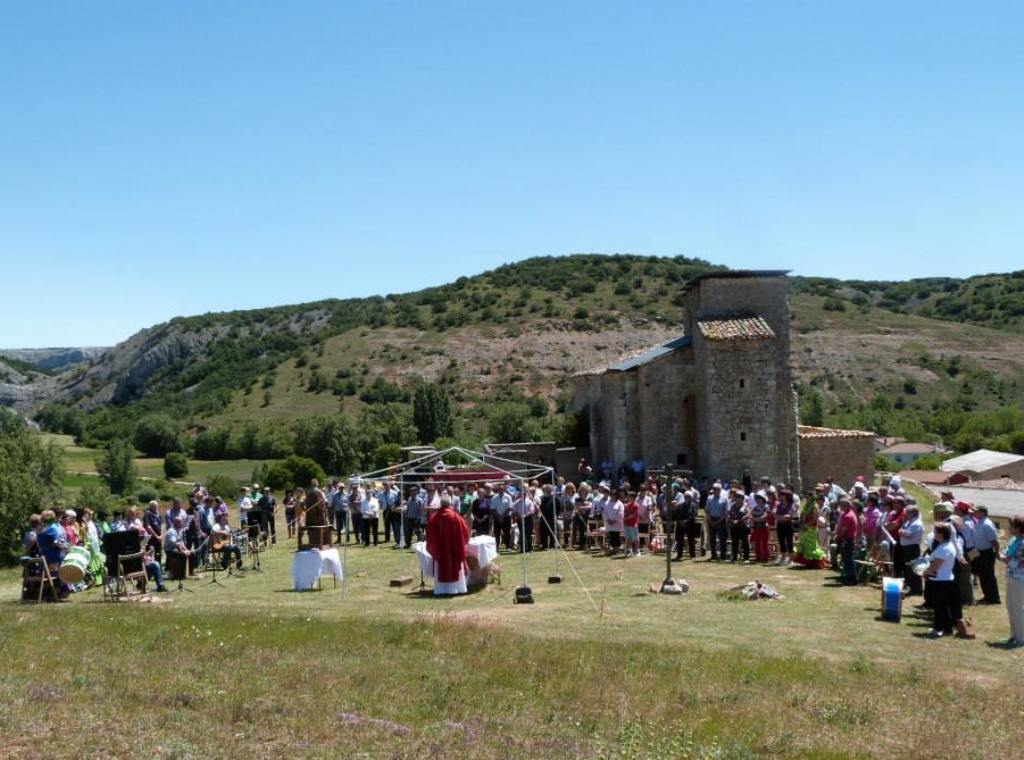
Misa castellana 2013

Iglesia de San Pedro Apóstol, dependiente de la parroquia Barrios de Villadiego, en el arciprestazgo de Amaya .
El edificio alberga restos de retablo barroco con columnas salomónicas y pila bautismal románica decorada. Celebra su fiesta patronal el 29 de junio en honor a San Pedro.
Catastro de Ensenada: En la casa de concejo de este lugar de Congosto a 16 de julio de 1752…

15. Qué derechos se hallan impuestos sobre las tierras del término, como diezmo, primicia, tercio-diezmo u otros; y a quién pertenecen.
- 15ª. A la quince dijeron que sobre los frutos que produce el término de este pueblo no hay impuestos más que las primicias que percibe el cura Beneficiado de él y los de diezmos de los que se hacen nueve partes y recibe tres el Cabildo Eclesiástico de la Colegiata de Covarrubias; tres el Beneficiado de este lugar, de las tres partes restantes dos son para el Hospital del Rey y la otra parte restante para la fábrica parroquial.

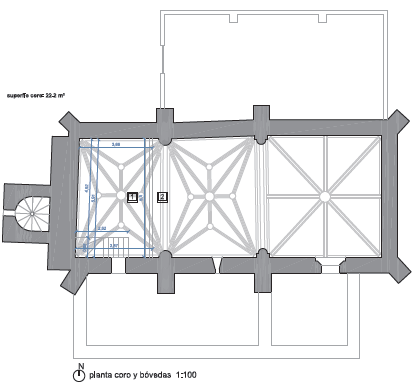
Planta

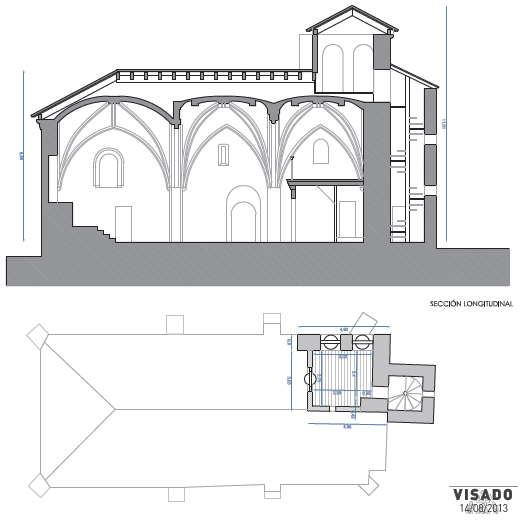
Proyecto

|                                         |
| obra terminada (2 de diciembre de 2013) |

|                      |
| A punto de finalizar |

|          |
| Seguimos |

|        |
| Tejado |

|                     |
| Abandono y desorden |

|                               |
| Sensación de un poco de orden |

|                            |
| San José con el Niño Jesús |

|                       |
| “poder de las llaves” |

|                         |
| Pila bautismal románica |

|                      |
| Bóveda de Terceletes |

- GRACIAS!!!.

Queremos hacer mención especial al impresionante trabajo que ha realizado el equipo de arquitectos, compuesto por la arquitecta Doña Concepción Almoguera, con la colaboración de los también arquitectos, Teresa Almoguera y David Ruiz.

- LAS PALABRAS Y EL CONTEXTO

 “Voluntarios por Congosto. Grupo de personas del pueblo de Congosto que, por propio esfuerzo, han realizado un trabajo de gran interés al recuperar gran parte de la iglesia de este pequeño pueblo; este viejo edificio llevaba varias décadas derruido. El 30 de Junio de 2012 lograron que se volviese a celebrar una misa en su inmediata proximidad porque no había cabida para los asistentes; no asistió ni una sola autoridad civil ni religiosa de la provincia a pesar de habérselas invitado y de tener tanto simbolismo estos actos. Es un claro ejemplo de que la ilusión y entrega por lo propio puede salvar, al menos en parte, esta comarca”
 El Habla de Las Loras de Burgos y su Entorno: José María y Desiderio Fernández Manjón